# Уитни, Джозайя
Джозайя Дуайт Уитни (англ. Josiah Dwight Whitney; 23 ноября 1819, Нортгемптон (Массачусетс) — 15 августа 1896) — американский геолог, именем которого названа гора Уитни и ледник Уитни на горе Шаста. Представитель давшей многих известных учёных, военных и общественных деятелей семьи Дуайт, брат лингвиста Уильяма Дуайта Уитни.
В 1863 году Уитни вошёл в число первоначальных членов Национальной академии наук США.

## Биография
Окончил Йельский университет (1839), где изучал астрономию, химию и минералогию. Годом позже поступил в геологическую службу штата Нью-Гемпшир в качестве ассистента Чарльза Томаса Джексона. Под впечатлением от лекции Чарльза Лайелла решил полностью посвятить себя геологии и в 1842—1847 годах изучал геологию в Германии и Франции.
Вернувшись в США, в течение трёх лет занимался, совместно с Джоном Уэллсом Фостером, геологическим обследованием озера Верхнее. Приобретённый благодаря этому опыт позволил ему написать исследование «Рудные богатства Соединённых штатов» (англ. Metallic Wealth of the United States; 1854), на протяжении многих лет считавшееся образцовым. В 1855 году Уитни стал главным химиком штата Айова и профессором Университета штата, в соавторстве с Джеймсом Холлом подготовил в 1858—1859 годах геологическое обследование штата. В 1862 году, также вместе с Холлом, опубликовал обзор месторождений свинца в верховьях реки Миссури.
В 1860 году Уитни занял должность главного геолога штата Калифорния. Для работы по всестороннему геологическому обследованию территории штата он создал впечатляющую группу крупных исследователей, включавшую в том числе Уильяма Генри Брюэра, Джеймса Грэма Купера, Кларенса Кинга. Работы были начаты и приняли масштабный характер, однако их первые напечатанные результаты относились к области палеонтологии, и это разочаровало политиков штата, ожидавших в первую очередь разведки полезных ископаемых. В итоге финансирование проекта было свёрнуто в 1867 году, а сам Уитни с 1865 года занимался преимущественно организацией Геологоразведочной школы в составе Гарвардского университета. В 1875 году университет отказался от идеи отдельного самостоятельного подразделения этой направленности, и Уитни до конца жизни занимал пост университетского профессора геологии.
Специфическую известность за пределами своей профессиональной среды принесла Уитни история с так называемым калаверасским черепом — подделкой, заставившей его объявить о существовании в Калифорнии человеческой популяции в эпоху плиоцена.